# Morisel
Morisel – miejscowość i gmina we Francji, w regionie Hauts-de-France, w departamencie Somma.
Według danych na rok 1990 gminę zamieszkiwało 430 osób, a gęstość zaludnienia wynosiła 67 osób/km² (wśród 2293 gmin Pikardii Morisel plasuje się na 587. miejscu pod względem liczby ludności, natomiast pod względem powierzchni na miejscu 742.).